# Gold Coast Blue Tongues
Les Gold Coast Blue Tongues sont un club de hockey sur glace de Boondall, sur la Gold Coast en Australie. Il évolue dans l'AIHL, l'élite australienne.

## Historique
Le club est créé en 2005.

## Palmarès
- Aucun titre.